# Vasaloppet 2001
Vasaloppet 2001 avgjordes söndagen den 4 mars 2001, och var den 77:e upplagan av Vasaloppet. Loppet vanns av Henrik Eriksson på tiden 04:01:22 en sekund före klubbkamraten Staffan Larsson.

## Resultat
Not: Pl = Placering, Nr = Startnummer, Tid = Sluttid
| Pl. | Nr  | Namn               | Klubb/Land        | Tid      | Diff    |
| --- | --- | ------------------ | ----------------- | -------- | ------- |
| 1   | 173 | Henrik Eriksson    | IFK Mora SK       | 04:01:22 | + 00:00 |
| 2   | 3   | Staffan Larsson    | IFK Mora SK       | 04:01:23 | + 00:01 |
| 3   | 163 | Daniel Tynell      | Falun/Borlänge SK | 04:01:23 | + 00:01 |
| 4   | 17  | Mathias Danilesson | Årsunda IF        | 04:01:34 | +00:12  |
| 5   | 2   | Oskar Svärd        | Sollefteå SK      | 04:01:48 | +00:26  |
| 6   | 1   | Raul Olle          | Estland           | 04:01:57 | +00:35  |
| 7   | 175 | Lars Wedholm       | IFK Umeå          | 04:02:04 | +00:42  |
| 8   | 161 | Fredrik Östberg    | Falun/Borlänge SK | 04:02:40 | +01:18  |
| 9   | 165 | Anders Hallingstad | Norge             | 04:02:42 | +01:20  |
| 10  | 177 | Björn Ferry        | IFK Umeå          | 04:02:48 | +01:26  |